# متذوقو الخل

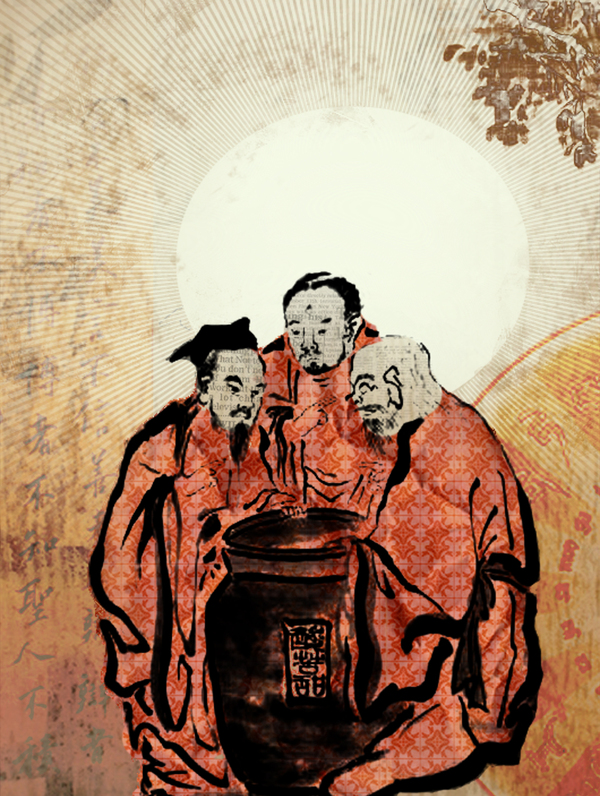

«متذوّقو الخل» (三 酸 圖؛ «متذوّقو الخل الثلاثة»؛ 嘗 醋 翁؛ «تذوّق كبار السن للخل»؛ 嘗 醋 圖 ،尝 醋 图) هو موضوع تقليدي في الرسم الديني الصيني. يصوّر الرسمُ التشكيلي الاستعاري المؤسّسين الثلاثة للتقاليد الدينية والفلسفية الرئيسية في الصين: الكونفوشية والبوذية والطاوية. جرى تفسير موضوع اللوحة على أنه يميل لصالح الطاوية وأنه ناقدٌ للدينين الآخرين.
يغمس الرجال الثلاثة أصابعهم في وعاءٍ يحوي الخل ويتذوّقونه. يتفاعل رجل مع ظهور تعبير الامتعاض على وجهه، ويتفاعل ثانٍ مع تعبير بالمرارة، ويتفاعل ثالثٌ باستحلاء لمذاق حلو. الرجال الثلاثة هم كونفوشيوس وبوذا ولاوتسي على التوالي. يمثّل تعبير كل رجل الموقف السائد لفلسفته: رأت الكونفوشية أن الحياة حامضة، أي في حاجةٍ إلى قواعد لتصحيح انحطاط الناس؛ بينما نظرت البوذية للحياة على أنها مريرة، يسيطر عليها الألم والمعاناة بسبب الرغبات. أما الطاوية فقد رأت الحياة مثالية في جوهرها في الحالة الطبيعية.  بينما ينصّ تفسيرٌ آخر للرسم على أنه بما أن الرجال الثلاثة مجتمعون حول وعاء واحد من الخل، فإن «التعاليم الثلاثة» واحدة.

## التفسيرات

### الكونفوشية
اعتبرت الكونفوشية الحياة عكرة، وتحتاج إلى قواعد لتصحيح انحطاط الناس، وأن الحاضر لا ينسجم مع الماضي وأن الحكومة لم يكن لديها فهم لسنّة الكون -إذ كانت الاستجابة الصحيحة هي عبادة الأسلاف. 
تنظر الكونفوشية، التي تهتم بالعالم الخارجي، إلى الخل على أنه «نبيذٌ ملوّث».

### البوذية
أسّس سيدهارتا غوتاما الديانة البوذية، الذي ادّعى أنه قد تنوّر عندما كان في سنّ الخامسة والثلاثين. عاش سيدهارتا غوتاما حياة مبذّرة وآمنة للغاية. عندما شارف على بلوغ الثلاثينيات من عمره، قيل إنه أدرك كل البشاعة التي تسود العالم، ما دفعه إلى مغادرة منزله بحثًا عن التنوير. في بداية أسفاره، أصبح سيدهارتا متسوّلًا ودرس الفلسفة. ومع ذلك، لم تقُده دراسته إلى الإجابات التي سعى إليها. ثم جرّب اتباع حياة الزهد مع خمسة رهبان لمدة ست سنوات. هذه الممارسة فشلت أيضًا في وهبه التنوير الذي ينشده. بعد تخليه عن حياة الزهد، قرّر سيدهارتا التأمّل إلى حين وجد التنوير الذي كان يبحث عنه. بعد الكثير من التأمّل، أصبح متنوّرًا وأصبح يُعرف منذ ذلك الحين فصاعدًا باسم بوذا، وهو ما يعني «اليقظ». خلال تأمّله، كانت لديه رؤية للبشرية ودورة الحياة المحتومة علينا. وخلُص إلى أننا مرتبطون بدورات الحياة والموت بسبب التنها (الرغبة والتوق والشغف). خلال خطبة بوذا الأولى وعظ: «لم يكن الإفراط في الانغماس بالملذات ولا المبالغة بالزهد مقبولين كسنّةٍ للحياة ويجب على المرء تجنّب التطرّف والسعي للعيش ضمن الوسط». «وبالتالي، فإن الهدف من الممارسة البوذية الأساسية ليس تحقيق حالة من النعيم في جنّة ما، ولكن إخماد التنها. عندما تنطفئ التنها، يخرج المرء من دورة الحياة (الولادة والمعاناة والموت والبعث)»، عندها فقط سيبلغون النيرفانا.
أحد التفسيرات هو أن البوذية، التي تهتم بالذات، نظرت إلى الخل على أنه ملوّث لجسم المتذوّق بسبب نكهته اللاذعة. تفسير آخر للصورة هو أن البوذية تُبلغ الحقائق كما هي وأن الخل يبقى خلًا وليس طعمه حلو المذاق في حالته الطبيعية. فإن محاولة اعتباره حلو المذاق هو تجاهلٌ لماهيته، والتظاهر بأنه حلو هو إنكارٌ لماهيته أيضًا، في حين أن العكس ضارٌ بنفس القدر بسبب الحمضية.